# Tiberius Claudius Ilus
Tiberius Claudius Ilus war ein im 1. und 2. Jahrhundert n. Chr. lebender Angehöriger des römischen Ritterstandes (Eques). Durch eine Inschrift sind einzelne Stationen seiner Laufbahn bekannt, die er gegen Ende des 1. und Anfang des 2. Jhd. absolvierte. Seine Laufbahn ist in der Inschrift als cursus inversus, d. h. in absteigender Reihenfolge wiedergegeben.
Die militärische Laufbahn des Claudius Ilus bestand aus den für einen Angehörigen des Ritterstandes üblichen Tres militiae. Zunächst übernahm er als Präfekt die Leitung der Cohors I Bosporanorum, die in der Provinz Galatia et Cappadocia stationiert war; dieser erste Posten dürfte zeitlich in die zweite Hälfte der Regierungszeit von Domitian (81–96) zu datieren sein. Sein zweites Kommando übte er als Präfekt einer Cohors II Gallorum aus. Danach wurde er Tribun bei der Legio VII Claudia, die in Moesia superior stationiert war.
Im Anschluss folgte noch ein vierter militärischer Posten (quarta militia) als Präfekt der Ala Praetoria, die ebenfalls in Moesia superior stationiert war. Diese Position wird darüber hinaus durch ein Militärdiplom belegt, das auf 101/102 datiert wird. Mit der Ala Praetoria nahm er wahrscheinlich auch an den Dakerkriegen Trajans teil.
Danach wurde Claudius Ilus vermutlich Präfekt der in Alexandria stationierten Flotte (Classis Alexandrina). Als weitere Stationen folgten die Posten des praefectus vehiculorum in Italien sowie die Leitung der 5%igen Erbschaftssteuer (procurator XX hereditatium), die er in Rom ausübte. Im Anschluss wurde er mit der Führung zweier Gladiatorenschulen in Rom betraut; zunächst war er Leiter des Ludus Dacicus (procurator ludi Dacici) und danach des Ludus Magnus (procurator ludi Magni). Danach folgte die letzte bekannte Position in seiner Karriere; er wurde Präfekt der in Misenum stationierten Flotte (Classis praetoria Misenensis).